# Caudete
Caudete là một đô thị ở tỉnh Albacete nằm ở cộng đồng tự trị Castile-La Mancha của Tây Ban Nha. Đô thị Caudete có diện tích là 141,61 ki-lô-mét vuông, dân số năm 2009 là 10.450 người với mật độ 73,79 người/km². Đô thị Caudete có cự ly 100 km so với tỉnh lỵ Albacete.